# 쥐손이풀
쥐손이풀(문화어: 손잎풀)은 쥐손이풀과에 속하는 여러해살이풀이다. 한국 원산이고 주로 중국, 일본 등지에 분포하며, 러시아, 몽골, 중앙아시아, 유럽, 북미에도 분포한다.

## 생태
줄기는 밑부분에서 갈라지고 높이 30~80 센티미터이며 비스듬히 또는 옆으로 뻗는다. 줄기·잎자루·꽃자루에 아래를 향한 털이 있다. 잎은 마주나고 손바닥 모양 같이 5개로 깊게 갈라진다. 열편의 가장자리는 2~6개의 톱니 모양으로 깊게 파이고 양면에 털이 있다. 꽃은 6~8월에 흰색 또는 연분홍색으로 줄기 윗부분의 잎겨드랑이에서 꽃자루가 나와 끝에 1개씩 달리며, 밑부분에서는 2개의 작은 꽃자루로 갈라져 각각 1개의 꽃이 달린다. 열매는 삭과로 긴 털과 짧은 털이 있으며 및 번식법
관리법 : 화분에 심어 관리하면 좋다. 밖에서 키울 때는 어느 곳이든 좋고 주변에 다른 풀들을 제거해줘야 한다. 물은 실내는 2~3일 간격으로 주고, 실외에서는 3~4일 간격으로 준다.
번식법 : 이른 봄에 포기나누기를 하고, 9월에 받은 종자는 바로 화분에 뿌리거나 이듬해 봄에 뿌린다 종자발아율이 매우 높다.

## 사진

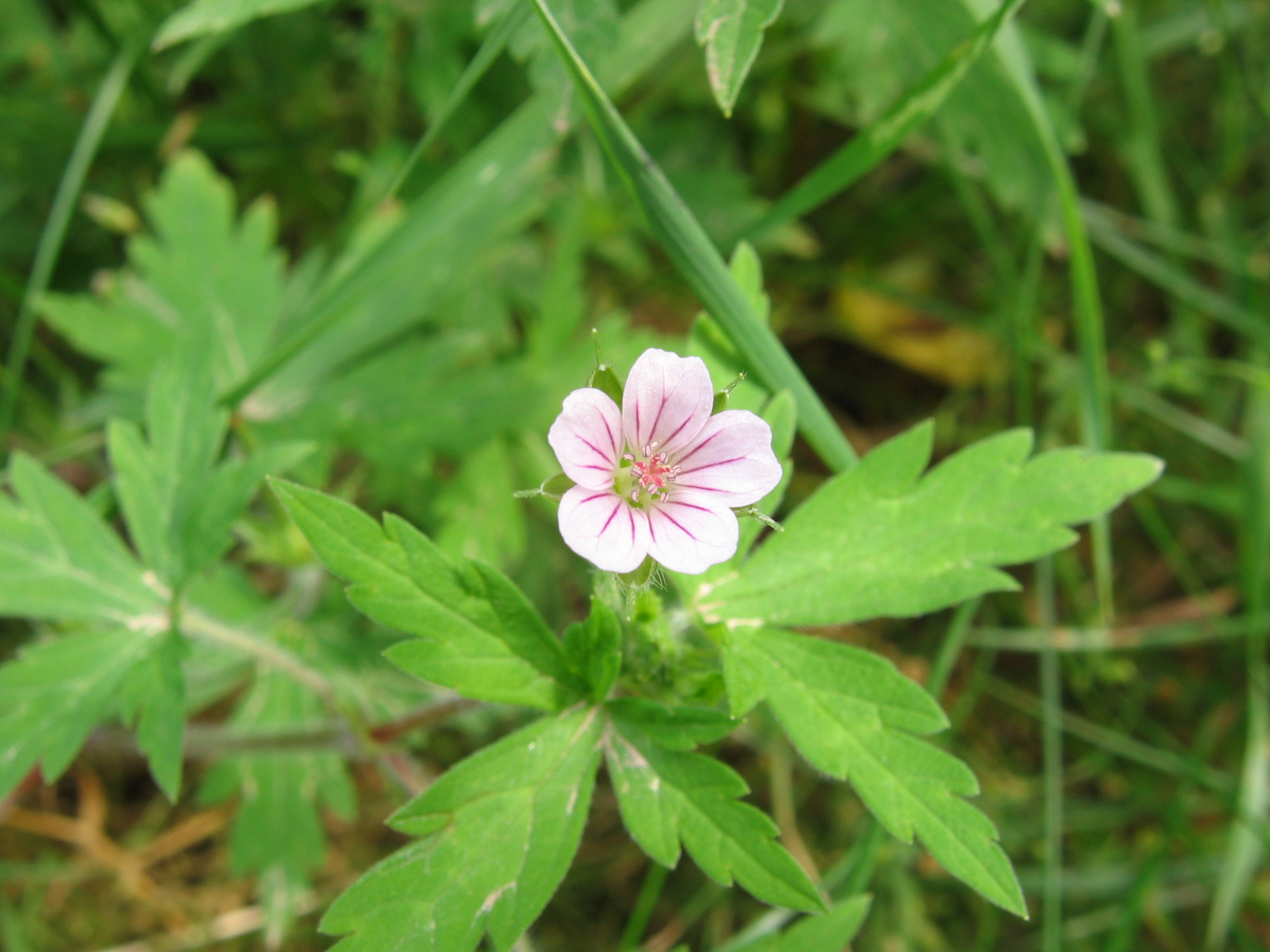
꽃
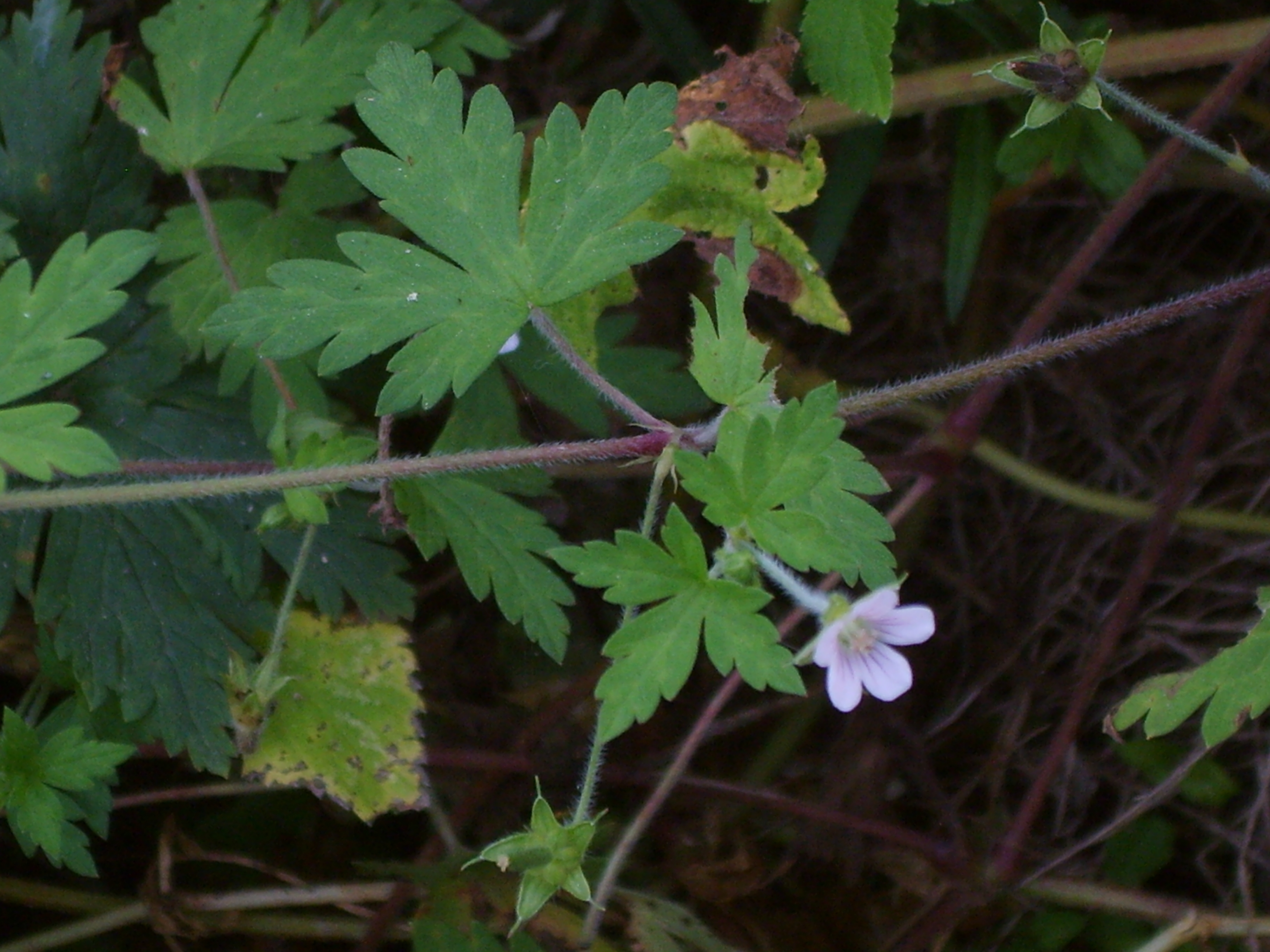
잎과 줄기

## 참고 문헌
- 이 문서에는 다음커뮤니케이션(현 카카오)에서 GFDL 또는 CC-SA 라이선스로 배포한 글로벌 세계대백과사전의 내용을 기초로 작성된 글이 포함되어 있습니다.